# Cinzia TH Torrini
Cinzia TH Torrini, pseudonimo di Cinzia Torrini (Firenze, 5 settembre 1954), è una regista italiana.
Il "TH" è una sigla scelta dalla regista all'età di 12 anni che ha un significato personale mai svelato.

## Biografia
Nel 1973 si diploma al liceo linguistico di Firenze. Dal 1974 al 1976 studia alla facoltà di lettere e filosofia. Contemporaneamente frequenta un corso di fotografia. In seguito lavora prima a Milano presso lo studio di un fotografo che si occupa di design, poi come fotoreporter sportivo per una rivista di motociclismo. Partecipa anche con alcune sue foto a mostre collettive. Dall'ottobre del 1976 al 1981 frequenta l'Accademia di Cinematografia (la Hochschule für Fernsehen und Film) di Monaco di Baviera. Nel 1977 gira il suo primo documentario per la televisione bavarese Prima o poi..., la storia dell'ultimo traghettatore dell'Arno, prima che venisse costruito un nuovo ponte.
Nel 1981 gira Ancora una corsa (Buzzino), un film di 70 minuti. Nel 1982 produce e gira per il cinema Giocare d'azzardo, con Piera Degli Esposti e Renzo Montagnani. Il film parla di Anna, una casalinga, madre di famiglia, che vede nel gioco del lotto il modo di evadere dal suo quotidiano. Tra il 1983 e il 1984 realizza vari documentari per la Rai di cui uno in Somalia per l'UNICEF sulla condizione della donna.
Tra il 1985 e il 1986, insieme ad Enzo Monteleone, scrive per il cinema Hotel Colonial, che gira in Messico, Colombia e New York, con l'interpretazione di Robert Duvall, John Savage, Rachel Ward e Massimo Troisi. Si tratta di un film drammatico sulla ricerca di un fratello dato per morto nel cuore dell'Amazzonia. Distribuito in America dalla Orion, è uscito in cinema, TV e video in varie nazioni. Tra il 1987 e il 1988 realizza documentari per la Rai come Mixer, Vite a perdere (sulla prostituzione delle ragazze caraibiche col sogno di arrivare in America) e, in Brasile, Ciao Brasil, sugli italiani che cercano l'avventura con le ragazze mulatte.
Per la seconda rete televisiva tedesca (ZDF) gira in Sicilia il docufilm Palermo, Boss e Baroni. Si occupa della regia della sfilata di moda di Trussardi tenutasi al Palatrussardi e intitolata "Estate Uomo", ispirata al film Hotel Colonial.
Tra il 1989 e il 1990 gira Plagio, una miniserie TV con Leslie Malton sul plagio delle sette pseudoreligiose. Nel 1990 gira La colpevole, film TV con Antonella Fattori. Nel 1991 gira Dalla notte all'alba, film TV con Remo Girone e Massimo Girotti.
Nel 1994 gira L'aquila della notte, film TV di 90 minuti, con Elena Sofia Ricci e Stephan Freiss, e L'ombra della sera, film con Laura Morante, Robin Renucci, Elisabetta Cavallotti. Per la città di Firenze realizza lo spot Firenze violata, prodotto dalla città di Firenze e da Rai Uno.
Nel 1995 per la TV gira Morte di una strega, detective story di 180 minuti con Eleonora Giorgi, Remo Girone, Amanda Sandrelli, Ida Di Benedetto, Pino Ammendola e Nicola Pistoia. È del 1995 Caramelle (Sweeties), episodio della serie Erotic tales con Stefania Sandrelli, Roberto Citran e Gea Martire, miglior cortometraggio al Festival Internazionale di Banf in Canada. Nel 1996 gira Teo, film TV per Rai Uno con Stefania Sandrelli, Helmut Berger, Renzo Montagnani. Partecipa al film collettivo Intolerance, realizzato da numerosi registi italiani come messaggio contro il razzismo.
Nel 1997 gira Kidnapping - La sfida, film TV per Rai Due e ZDF, con Luca Zingaretti, Dalila Di Lazzaro ed Heinz Hoenig. Tra il 1998 e il 1999 gira Ombre, una miniserie di due puntate scritta da Sergio Donati e Carlotta Ercolino. Nel 1999 dirige Iqbal, film TV per la Rai ispirato alla storia del bambino pachistano Iqbal Masih.
Nel 2000 gira Piccolo mondo antico, miniserie in due puntate per Mediaset prodotta dalla Videotrade. Tra il 2001 e il 2003 è la regista di Elisa di Rivombrosa, una fiction ambientata nel Piemonte del Settecento tratta dal romanzo Pamela, o la virtù premiata di Samuel Richardson, prodotta da Guido e Maurizio de Angelis per T.P.I. e Victory Media Group per Mediaset Canale 5. Dirigerà anche Elisa di Rivombrosa - Parte seconda.
Nel 2004 è la volta di Don Gnocchi - L'angelo dei bimbi, miniserie in due puntate per Canale 5, con Daniele Liotti e Mattia Sbragia. Nel 2009 dirige Tutta la verità, miniserie televisiva in due puntate trasmessa su Rai Uno. L'anno seguente gira Terra ribelle, serie televisiva andata in onda dal 17 ottobre 2010 al 9 novembre 2010. Nel 2011 dirige per Rai 1 La Certosa di Parma, con Alessandra Mastronardi, Rodrigo Guirao Díaz e Ralph Palka. Le riprese sono iniziate il 16 maggio 2011 e sono terminate il 16 luglio 2011 tra Parma e Bologna.
Nel 2014 dirige Un'altra vita, con Vanessa Incontrada, Daniele Liotti, Cesare Bocci e Loretta Goggi. Nel 2015 dirige Anna e Yusef, che vede nuovamente protagonista Vanessa Incontrada. Nel 2017 ha girato un video musicale per Annalisa Minetti. Nel 2018 scrive con Fabrizio Lucherini, Donatella Diamanti per Rai 1, il soggetto di serie e successivamente le sceneggiature anche con Isabella Aguilar della serie in 12 episodi di Pezzi unici di cui è anche regista, una serie che si svolge in una casa famiglia per giovani disadattati che recuperano sé stessi grazie al lavoro artigiano. Nel 2020 dirige Fino all'ultimo battito. Nel 2024 dirige il film biografico Sei nell'anima, tratto dall'autobiografia della cantautrice Gianna Nannini.

## Vita privata
Dal 2006 è compagna dell'attore Ralph Palka; si professa cattolica.

## Filmografia

### Cinema
- Giocare d'azzardo (1982)
- Hotel Colonial (1987)
- Racconti erotici - volume 3 (1995)
- Intolerance, episodio La buona azione quotidiana (1996)
- Esercizi di stile, episodio Ti mangerei di baci (1996)

### Televisione
- Buzzino – film TV (1981)
- La colpevole (1990)
- Plagio – film TV (1990)
- Dalla notte all'alba – miniserie TV (1992)
- L'ombra della sera – film TV (1994)
- L'aquila della notte – film TV (1994)
- Morte di una strega – miniserie TV (1996)
- Teo – film TV (1997)
- Kidnapping - La sfida (Kidnapping - Ein Vater schlägt zurück) – film TV (1998)
- Iqbal – film TV (1998)
- Ombre – miniserie TV (1999)
- Piccolo mondo antico – miniserie TV (2001)
- Elisa di Rivombrosa – serie TV, 19 episodi (2003-2005)
- Don Gnocchi - L'angelo dei bimbi – miniserie TV (2004)
- Donna detective – serie TV, 6 episodi (2007)
- Tutta la verità – miniserie TV (2009)
- Terra ribelle – serie TV, 7 episodi (2010)
- La Certosa di Parma – miniserie TV (2012)
- Un'altra vita – serie TV, 6 episodi (2014)
- Anna e Yusef  – miniserie TV (2015)
- Sorelle – serie TV, 6 episodi (2017)
- Pezzi unici – serie TV, 12 episodi (2019)
- Fino all'ultimo battito – serie TV, 12 episodi (2021)
- Sei nell'anima – film TV (2024)
- Champagne - Peppino di Capri – film TV (2025)

### Cortometraggi
- Caramelle (1995)
- Primi piani (2011)
- Io rinasco (2017)

## Video musicali
- Io rinasco di Annalisa Minetti (2017)